# Скрапл
Скрапл (англ. Scrapple, пенсильванско-немецкий диалект: Pannhaas), представляет собой американский маш (круто сваренная и застывшая каша, нарезаемая кусками) из приготовленных свиных обрезков, субпродуктов, смешанных с кукурузной и пшеничной мукой, часто гречневой мукой, и специями.
Скрапл и похожий на него голландский панхас (panhas) обычно считаются традиционной едой пенсильванских немцев, включая меннонитов и амишей. Обрезки мяса, оставшиеся после разделки, которые не использовались и не продавались, в целях экономии и безотходности превращались в скрапл.
Скрапл в основном едят в южных районах Средне-Атлантических Штатов: Делавэр, Мэриленд, Южный Джерси, Пенсильвания, Вирджиния, Северная Каролина и Вашингтон (округ Колумбия).

## Состав
Скрапл обычно готовят из свиных субпродуктов, таких как голова, сердце, печень и других, которые варят вместе с костями (часто со всей головой), чтобы сделать бульон. После приготовления кости и жир удаляют, мясо оставляют, а (сухую) кукурузную муку варят в бульоне, чтобы сделать кашу («маш»). Мелко измельченное мясо, возвращают в кастрюлю и добавляют приправы, как правило, шалфей, тимьян, чабер, черный перец и другие, тщательно перемешивают.  Маш формируют в буханки и дают полностью остыть до застывания. Пропорции и приправы варьируются в зависимости от региона и вкуса повара.
Некоторые производители используют говядину и индейку, и окрашивают буханку, чтобы сохранить традиционный цвет, получаемый изначально из свиной печени.
Из-за своего состава скрапл часто в шутку описывают как сделанный «из всего, кроме хрюканья».

## Приготовление

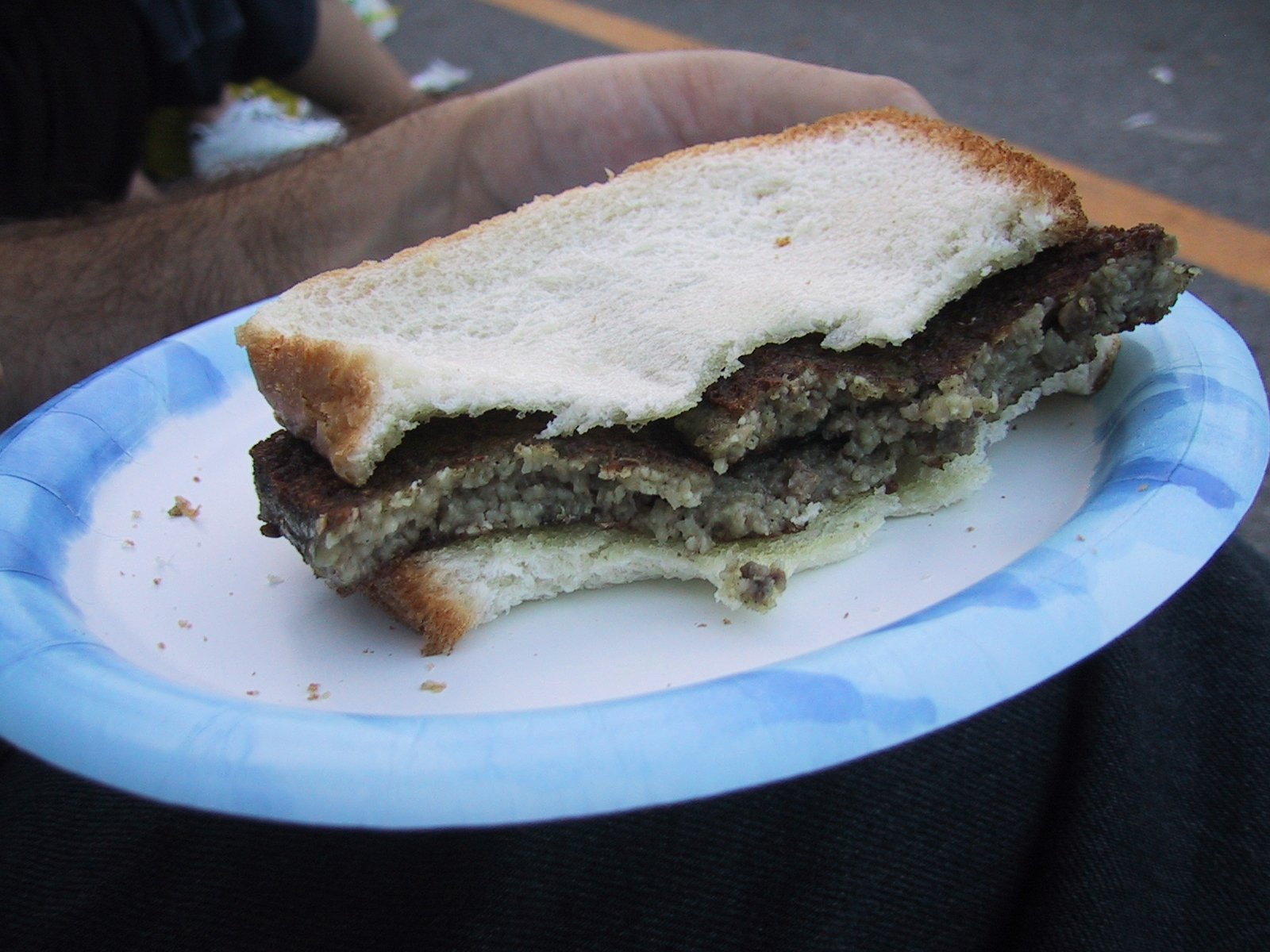
Сэндвич со скраплом на ярмарке в Делавэре

Скрапл полностью готов к употреблению после покупки. Затем его обычно нарезают на ломтики толщиной от 0,6 до 1,9 см и обжаривают на сковороде до коричневого цвета, чтобы образовалась корочка. Иногда его сначала покрывают мукой. Его можно обжарить на сливочном или растительном масле, а иногда и во фритюре.
Скрапл обычно едят как гарнир к завтраку. Его можно подавать просто так или со сладкими или солеными приправами: яблочным соусом, кетчупом, желе, кленовым сиропом, медом или горчицей.

## История и региональная популярность
Этимологически «scrapple» — уменьшительное от английского «scrap», (рус. «кусочек», «остатки»), что указывает на его состав .
Корни кулинарных традиций, которые привели к развитию скрапла в Америке, уходят в доримскую Европу . Более непосредственным кулинарным предком скрапла было нижненемецкое блюдо под названием панхас, которое было адаптировано для использования местных ингредиентов, и оно до сих пор называется «панхаас», «панхосс», «понхосс» или «панхас» в некоторых частях Пенсильвании. Первые рецепты были созданы немецкими колонистами, которые поселились недалеко от Филадельфии и округа Честер, штат Пенсильвания, в XVII и XVIII веках . В результате скрапл прочно ассоциируется с районами, окружающими Филадельфию, Питтсбург, Балтимор, Вашингтон, округ Колумбия; восточной Пенсильванией, Нью-Джерси, Мэрилендом, Делавэром, южным Нью-Йорком и полуостровом Делмарва.
- Во вторые выходные октября в Бриджвилле, штат Делавэр, ежегодно проводится фестиваль «Apple Scrapple Festival». Название фестиваля происходит от двух сельскохозяйственных продуктов, которые важны для этого региона: яблок и скрапла.
- Название композиции джазового исполнителя Чарли Паркера 1947 года « Scrapple from the Apple» навеяно скраплом в «Big Apple» (Нью-Йорк).
- В Поконосе (Северо-восточная Пенсильвания) кошерный скрапл готовят из курицы [12].